# Fettermans gevecht

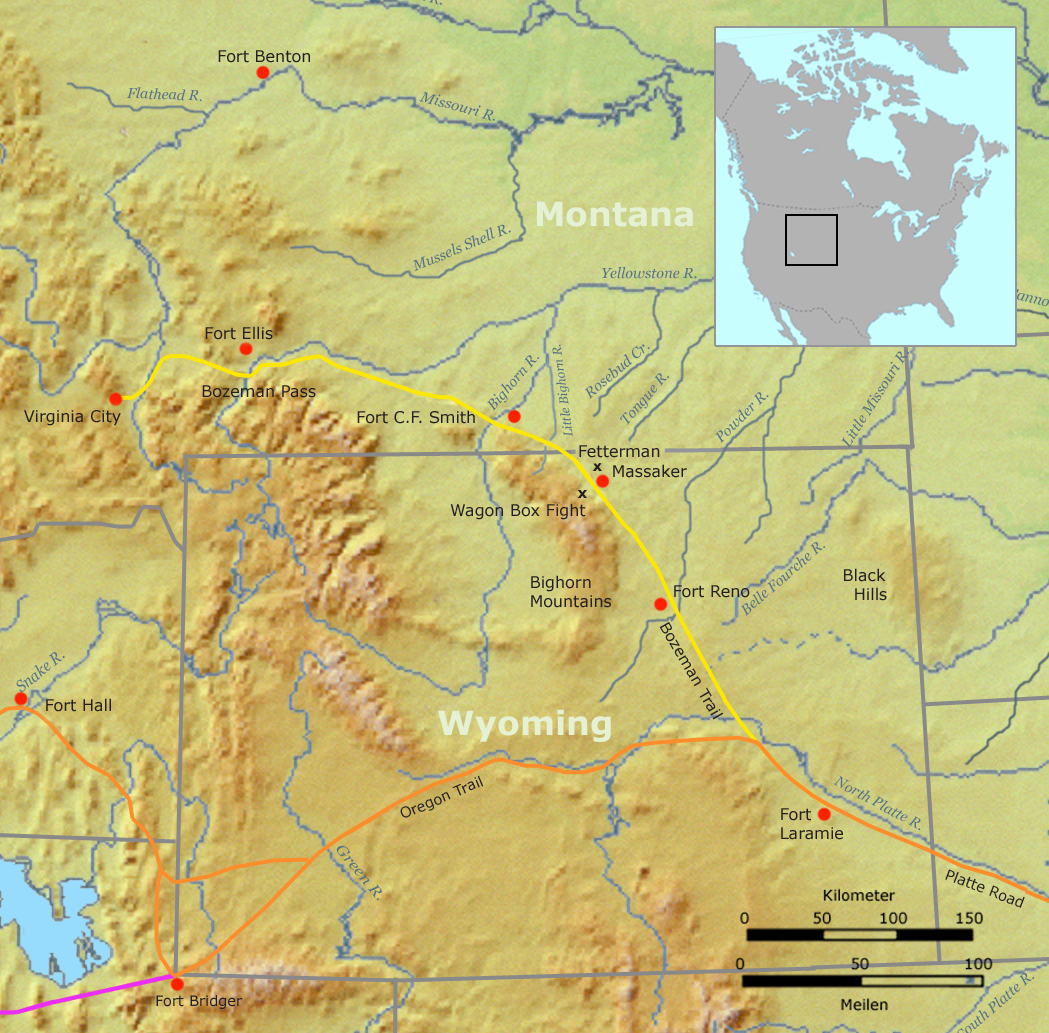
Locatie van het fort en het gevecht bij de Bozeman Trail

Het Fettermans gevecht, ook bekend als de Fetterman Massacre of de Battle of the Hundred-in-the-Hands of de Battle of a Hundred Slain, was een veldslag tijdens Red Cloud's oorlog op 21 december 1866, tussen een confederatie van de Lakota, Cheyenne en Arapaho en een detachement van het United States Army, gestationeerd in Fort Phil Kearny, Wyoming. De Amerikaanse militaire missie was bedoeld om kolonisten op de Bozeman Trail te beschermen. Een groep van tien krijgers, waaronder Crazy Horse, probeerde een detachement Amerikaanse soldaten in een hinderlaag te lokken. Alle 81 mannen onder het commando van kapitein William J. Fetterman werden toen gedood door de indiaanse krijgers. Destijds was dit de grootste militaire ramp die het Amerikaanse leger ooit op de Great Plains had meegemaakt.
De Lakota-alliantie zegevierde en de overgebleven Amerikaanse troepen trokken zich terug uit het gebied. Het Fettermans gevecht vond plaats op land van de Crow dat hen gegarandeerd was door een verdrag met de Amerikaanse regering. De Lakota en hun bondgenoten opereerden zonder toestemming van de Crow.

## Achtergrond
Het Verdrag van Fort Laramie van 1851 wees dit gebied aan als Crowland. De Lakota, de Cheyenne en de Arapaho accepteerden het als zodanig. Na de slinkende kuddes buffels begonnen de drie stammen al snel de verdragsgrenzen te negeren en te jagen op Crow-land.Tegen 1860 hadden deze traditionele vijanden van de Crow de controle overgenomen over hun jachtgebieden ten westen van Powder River..
In juni 1866 rukte kolonel Henry B. Carrington vanuit Fort Laramie op naar het Powder River County, dan het jachtgebied van de Lakota, Northern Cheyenne en Northern Arapaho. Zijn orders waren het beschermen van Europees-Amerikaanse kolonisten die langs de Bozeman Trail naar het westen reisden. Carrington had 700 soldaten en 300 burgers onder zijn commando.
Hij liet drie forten bouwen langs de route, waaronder zijn hoofdkwartier in Fort Phil Kearny, vlak bij het huidige Buffalo (Wyoming). Alle drie de forten bevonden zich in wat verdragsgebied van de Crow was. Het leger maakte gebruik van een verdragsrecht om “wegen, militaire en andere posten te vestigen”. Ongeveer 400 van zijn soldaten en de meeste burgers waren gestationeerd in Fort Phil Kearny.

## Eerste gewapende conflicten

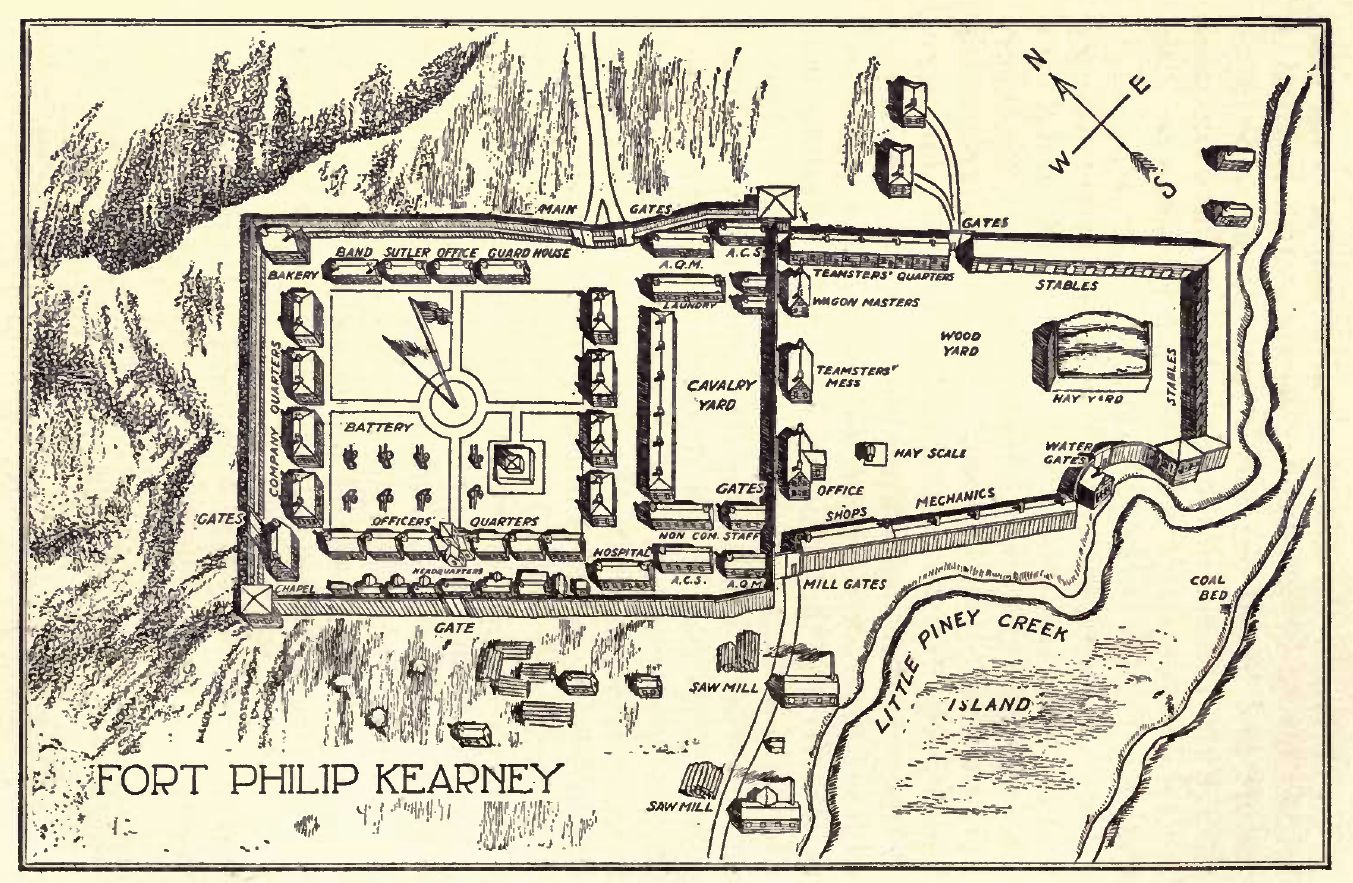
Plan van Fort Phil Kearny uit Indian Fights and Fighters (1904)

Gedurende de volgende maanden, terwijl Fort Phil Kearny in aanbouw was, kreeg Carrington te maken met ongeveer 50 aanvallen van indianen, waarbij meer dan 20 soldaten en burgers omkwamen. De indiaanse krijgers, altijd te paard, verschenen over het algemeen in groepen van 20 tot 100. Verscheidene van Carringtons lagere officieren drongen er bij hem op aan om het offensief in te zetten. Ze drongen nog meer aan na 3 november, toen een cavaleriecompagnie van 63 man arriveerde om de post te versterken. De cavaleriecompagnie werd geleid door luitenant Horatio S. Bingham. Hij werd vergezeld door infanteriekapiteins William J. Fetterman en James W. Powell. Beide kapiteins waren toegewezen aan Fort Phil Kearny vanuit het hoofdkwartier van het 18de Infanterieregiment in Fort Laramie. Bingham en Fetterman waren Burgeroorlog veteranen en Fetterman had een uitstekende staat van dienst in de oorlog.
Hoewel hij geen ervaring had met het vechten tegen indianen, bekritiseerde Fetterman de defensieve houding van Carrington en was hij minachtend over hun indiaanse vijanden. Naar verluidt pochte hij: “Geef me 80 mannen en ik kan door de hele Siouxnatie rijden.” Veel andere officieren deelden Fettermans gevoelens. Kort nadat Fetterman in Fort Phil Kearny aankwam, gaf Carrington hem toestemming om een nachtelijke hinderlaag op te zetten. De indianen omzeilden echter zijn positie en joegen een kudde vee op de oever van de Powder River op, tegenover Fettermans beoogde valstrik. Op 22 november liep Fetterman zelf bijna in een indiaanse hinderlaag. Hij vergezelde een escorte die wagens bewaakte die brandhout en constructiehout verzamelde voor Fort Phil Kearny. Een enkele indiaan verscheen en probeerde de soldaten te verleiden om hem het bos in te jagen. Luitenant Bisbee, die het bevel had over de wagentrein, zocht dekking in plaats van de achtervolging in te zetten.

## Carrington gaat in het offensief

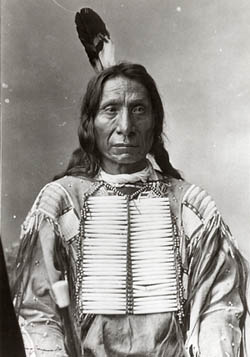
Red Cloud, de Oglala Lakota leider

Op 25 november 1866 beval Carringtons meerdere, generaal George Cooke, hem het offensief in te zetten als reactie op de “moorddadige en beledigende aanvallen” van de indianen. Carringtons eerste kans om terug te slaan kwam op 6 december. Zijn piketten op Pilot Hill signaleerden dat wagens van het leger zes km ten westen van het fort werd aangevallen. Carrington droeg Fetterman op naar het westen te gaan met een compagnie cavalerie en een peloton bereden infanterie om de wagens te ontzetten. Carrington zelf leidde een ander detachement te paard naar het noorden in een poging de terugtocht van de indianen af te snijden. Tijdens deze beweging raakten de luitenants Grummond en Bingham met enkele anderen gescheiden van Carrington, die omsingeld werd door ongeveer honderd indiaanse krijgers. Fetterman arriveerde snel om Carrington te versterken en de indianen trokken zich terug.

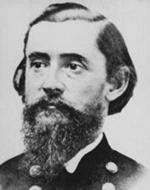
Colonel Henry B. Carrington

Uiteindelijk zag men Grummond naderen met zeven indianen in volle achtervolging, maar hij slaagde erin om samen met Carrington en Fetterman in veiligheid te komen. De verminkte lichamen van Bingham en een sergeant werden enkele uren later gevonden. Vier soldaten waren gewond geraakt nadat ze een andere indiaanse lokvogel in een hinderlaag hadden achtervolgd. Carrington rapporteerde dat hij tien Indianen had gedood, maar zowel Fetterman als hijzelf waren ontnuchterd door de tekortkomingen in organisatie en discipline van hun grotendeels onervaren soldaten. Fetterman zei: “Deze indiaanse oorlog is een gevecht van man tegen man geworden dat de uiterste voorzichtigheid vereist.”
Carringtons gids, de beroemde trapper Jim Bridger, was beknopter: “Deze soldaten weten niets over vechten tegen indianen”.
Zijn voorzichtigheid werd bevestigd door deze ervaring en Carrington intensiveerde de training voor zijn soldaten en officieren en formeerde hen in zes compagnieën. Hij verdubbelde het aantal bewakers voor de houtwagens en hield de 50 bruikbare paarden die het fort nog bezat - en waarvan er veel bij indianenaanvallen omkwamen - gezadeld en klaar om uit te rukken van zonsopgang tot zonsondergang. Op 19 december vielen de indianen weer een houttrein aan. Carrington stuurde kapitein Powell, zijn meest voorzichtige officier, het fort uit om de houtwagens te ontzetten met een cavaleriecompagnie en bereden infanterie. Hij gaf expliciet bevel om de indianen niet verder te achtervolgen dan Lodge Trail Ridge, drie km ten noorden van Fort Phil Kearny. Powell keerde veilig terug, nadat hij de bevelen had opgevolgd en zijn missie had volbracht. Carrington benadrukte zijn soldaten nogmaals dat hij voorzichtig moest zijn totdat er versterkingen en extra paarden en voorraden uit Fort Laramie aankwamen. Op 20 december wees Carrington het voorstel van Fetterman en kapitein Brown af om 50 burgermedewerkers te leiden in een aanval op het Lakota-dorp aan de Tongue, ongeveer 80 km verderop.

## Val
Red Cloud en andere indiaanse leiders, aangemoedigd door hun successen, besloten een grote militaire operatie te ondernemen tegen Fort Phil Kearny voordat de wintersneeuw hen dwong hun grote dorp aan de Tongue op te breken en uiteen te gaan. De truc met de afleiding had op 6 december gewerkt en ze besloten het opnieuw te proberen, dit keer met een troepenmacht die voldoende was om elke groep soldaten te vernietigen die erop uitgestuurd werd om hen te achtervolgen. De krijgers, mogelijk met meer dan 1000 man, verzamelden zich ongeveer 15 km ten noorden van Fort Phil Kearny, verkenden en besloten dat de beste plek om de val te zetten langs de Bozeman Trail ten noorden van Lodge Trail Ridge was. Het was uit het zicht, maar slechts ongeveer 6 km van Fort Phil Kearny. De Cheyenne en Arapaho namen posities in aan de westkant van de trail en de Lakota aan de oostkant. De groep Indianen die gekozen werd om de soldaten te misleiden bestond onder andere uit de jonge Oglala Crazy Horse.

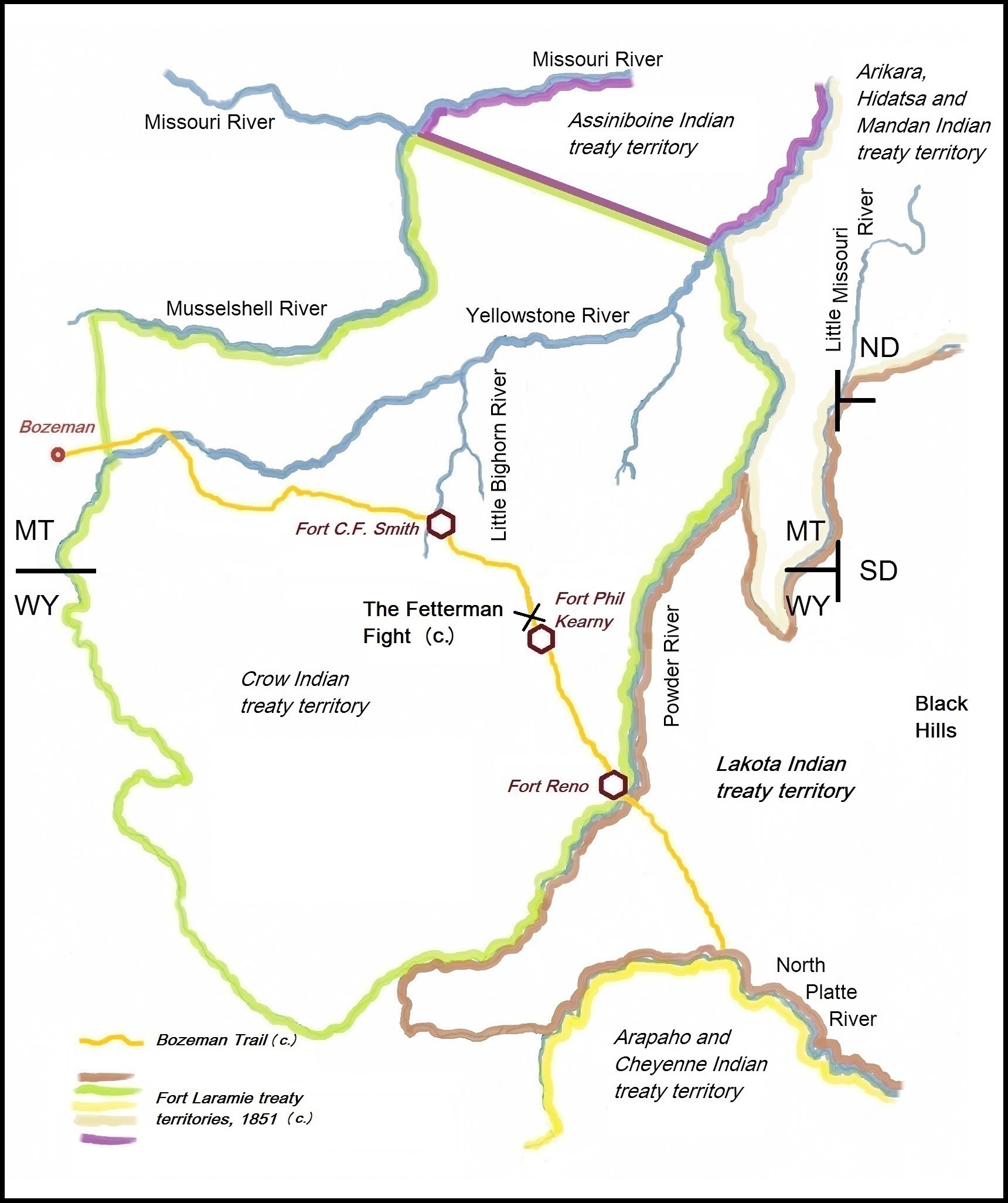
Fettermans gevecht

De ochtend van 21 december 1866 was helder en koud. Rond 10 uur 's ochtends stuurde Carrington een karavaan naar de “pinery” (dennenbos), ongeveer8 km ten noordwesten en de dichtstbijzijnde bron van constructiehout en brandhout voor Fort Phil Kearny. Bijna 90 soldaten werden ingezet om de wagentrein te bewaken. Minder dan een uur later seinden Carringtons wachtposten op Pilot Hill per vlag dat de wagentrein werd aangevallen. Carrington beval een aflossingsploeg bestaande uit 49 infanteristen van het 18e Infanterieregiment en 27 ruiters van het 2e Cavalerieregiment onder het bevel van kapitein James Powell. Door aanspraak te maken op anciënniteit als luitenant-kolonel vroeg en kreeg Fetterman het bevel over de hulptroepen. Powell bleef achter. Een andere officier van het 18e, luitenant George W. Grummond, een bekende criticus van Carrington, leidde de cavalerie die sinds de dood van Bingham begin december geen leider meer had. Kapitein Frederick Brown, tot voor kort de kwartiermeester van de post en een andere criticus van Carrington, en twee burgers, James Wheatley en Isaac Fisher, sloten zich bij Fetterman aan en brachten de hulptroepen op 81 officieren en manschappen. De infanterie marcheerde als eerste uit; de cavalerie moest eerst haar paarden terughalen voordat ze kon volgen en de achterstand inhalen.
Volgens Carrington waren zijn bevelen duidelijk. “Onder geen enkele omstandigheid” moest de aflossingsploeg ‘over de heuvelrug, dat is Lodge Trail Ridge, doorgaan’. De vrouw van luitenant Grummond bevestigde in haar memoires de verklaring van Carrington. Ze zei dat deze bevelen twee keer werden gegeven, de tweede keer door Carrington vanaf de wachttoren nadat hij de soldaten had bevolen om te stoppen toen ze de voorpoort van het fort verlieten. Francis Grummond schreef dat alle aanwezigen de bevelen konden horen. Bij het verlaten van het fort nam Fetterman echter de Lodge Ridge Trail in noordelijke richting in plaats van het pad in noordwestelijke richting naar de pinery waar de karavaan zich bevond. Carrington nam aan dat Fetterman van plan was om de indianen die de houtkaravaan aanvielen van achteren te benaderen. Binnen korte tijd kwam het signaal dat de houttrein niet langer werd aangevallen. Ongeveer 50 Indianen verschenen in de buurt van Fort Phil Kearny, maar Carrington verjoeg ze met een paar kanonschoten. Deze Indianen en anderen vielen Fetterman lastig terwijl hij Lodge Trail Ridge beklom en uit het zicht van het fort verdween.
Rond het middaguur hoorden Carrington en zijn mannen zware beschietingen in het noorden van het fort. Carrington verzamelde ongeveer 75 mannen onder kapitein Ten Eyck en stuurde hen te voet op zoek naar Fetterman. Ten Eyck rukte voorzichtig op naar Lodge Trail Ridge. Toen hij de top bereikte, rond 12.45 uur, zagen zijn mannen en hij een zeer grote troepenmacht indianen in de Peno Creek vallei beneden. Indiaanse krijgers naderden de soldaten en beschimpten hen. Ondertussen stuurde Carrington een andere groep van 42 soldaten om zich bij Ten Eyck te voegen. De Indianen in de vallei verspreidden zich langzaam en verdwenen. Ten Eyck rukte voorzichtig op en de soldaten vonden de lichamen van Fetterman en al zijn mannen in de vallei. De dode soldaten waren naakt en verminkt. Die middag werden wagens gestuurd om de lichamen terug te brengen naar Fort Kearny.

## Het perspectief van Red Cloud

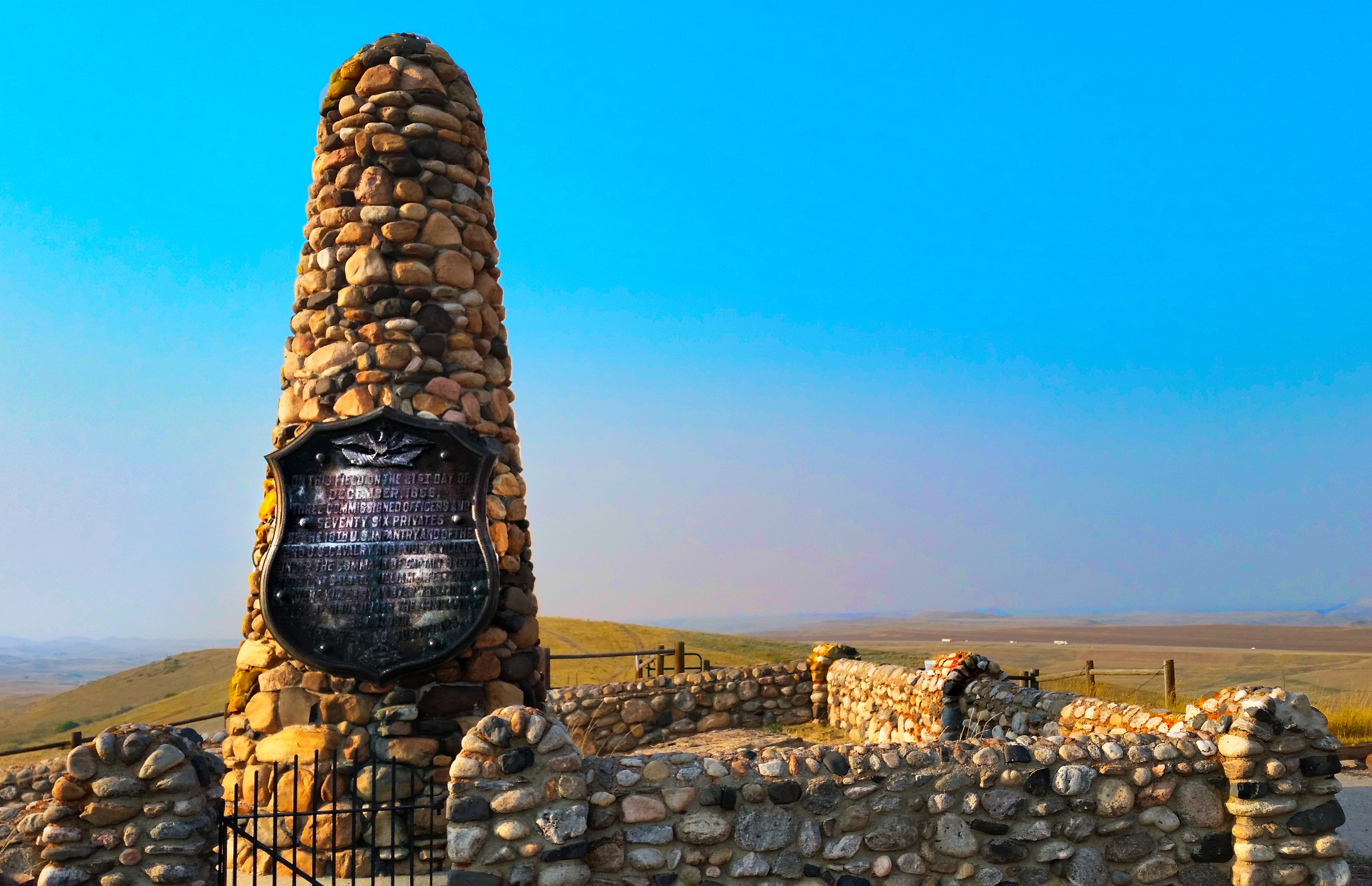
Monument op Massacre Hill

Volgens Charles Alexander Eastman bereikte het ongemak van de indianen met de blanke man in 1866 een hoogtepunt. Red Cloud was vastbesloten om alle onheil te trotseren in plaats van te buigen. “Hoort gij Dakota's!” riep hij uit. “Toen de Grote Vader in Washington zijn opperste soldaat naar ons stuurde om een pad door onze jachtgronden te vragen, een weg voor zijn ijzeren weg naar de bergen en de westelijke zee, kregen we te horen dat ze slechts door ons land wilden trekken, niet om bij ons te blijven, maar om goud te zoeken in het verre westen. Onze oude stamhoofden dachten hun vriendschap en goede wil te tonen door deze gevaarlijke slang in ons midden toe te laten. Ze beloofden de reizigers te beschermen.  Maar voordat de as van het raadsvuur koud is, bouwt de Grote Vader zijn forten onder ons. Jullie hebben het geluid gehoord van de bijl van de blanke soldaat op de Little Piney. Zijn aanwezigheid hier is een belediging en een bedreiging. Het is een belediging voor de geesten van onze voorouders. Moeten we dan hun heilige graven opgeven om ze om te ploegen voor graan? Dakota's, ik ben voor oorlog!”
Minder dan zeven dagen na die toespraak trokken de Sioux naar Fort Phil Kearny, de nieuwe wachtpost van de Bozeman Trail. Een grootse aanval was met zorg gepland en bijna elk bekend Siouxopperhoofd had ingestemd om de indringers aan te vallen. Crazy Horse kreeg de leiding over de aanval, terwijl de oudere mannen als raadgevers optraden. Ze boekten groot succes; in minder dan een half uur hadden ze bijna 100 mannen onder kapitein Fetterman verslagen die door een list uit het fort was gelokt.

## Lakotaprofetie en naam van de slag
Vlak voor de slag riep Red Cloud de machtigste Winkte van de Lakota's op, een tweegeesten waarvan men geloofde dat hij speciale krachten bezat, om advies te geven vanaf de heuvel die over de voorgestelde hinderlaagplek uitkeek. De Winkte reed vier keer op zijn pony op een krankzinnige manier tussen de krijgers die op de heuvel en Lodge Trail Ridge waren verzameld, en verzamelde elke keer meer “soldaten” in zijn handen op een profetische manier. Toen hij de vierde keer terugkeerde naar Red Cloud, verklaarde hij dat hij in zijn visioen 100 soldaten in blauwe jassen in elke hand had - te veel om vast te houden. De Lakota zagen dit als het goede medicijn dat de slag won en noemden het daarna de “Slag van de Honderd-in-de-Handen”. In totaal stierven 81 Amerikaanse soldaten en burgers in de slag.

## Gevecht

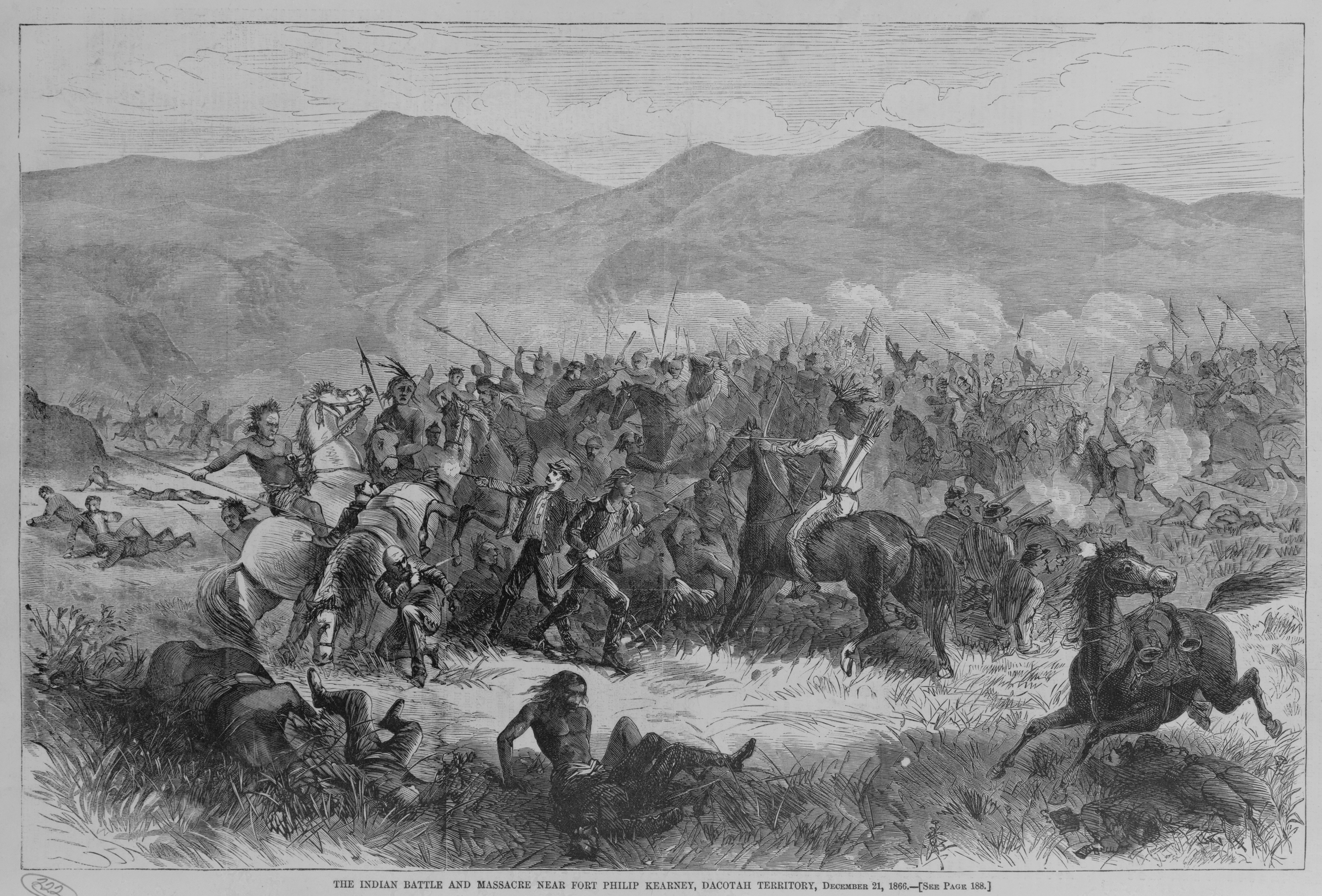
Een tekening uit 1867 van Fettermans gevecht

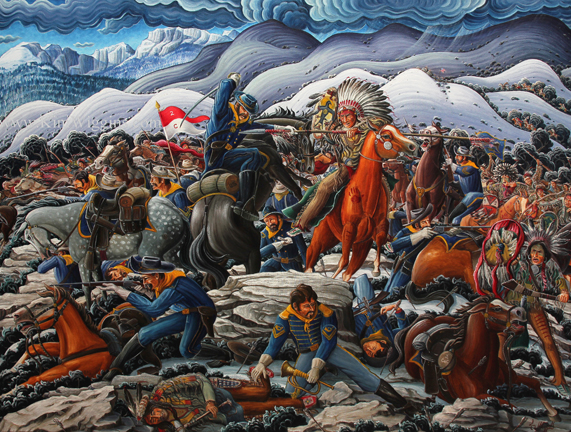
Kim Douglas Wiggins studie van Fettermans gevecht, begin 21e eeuw

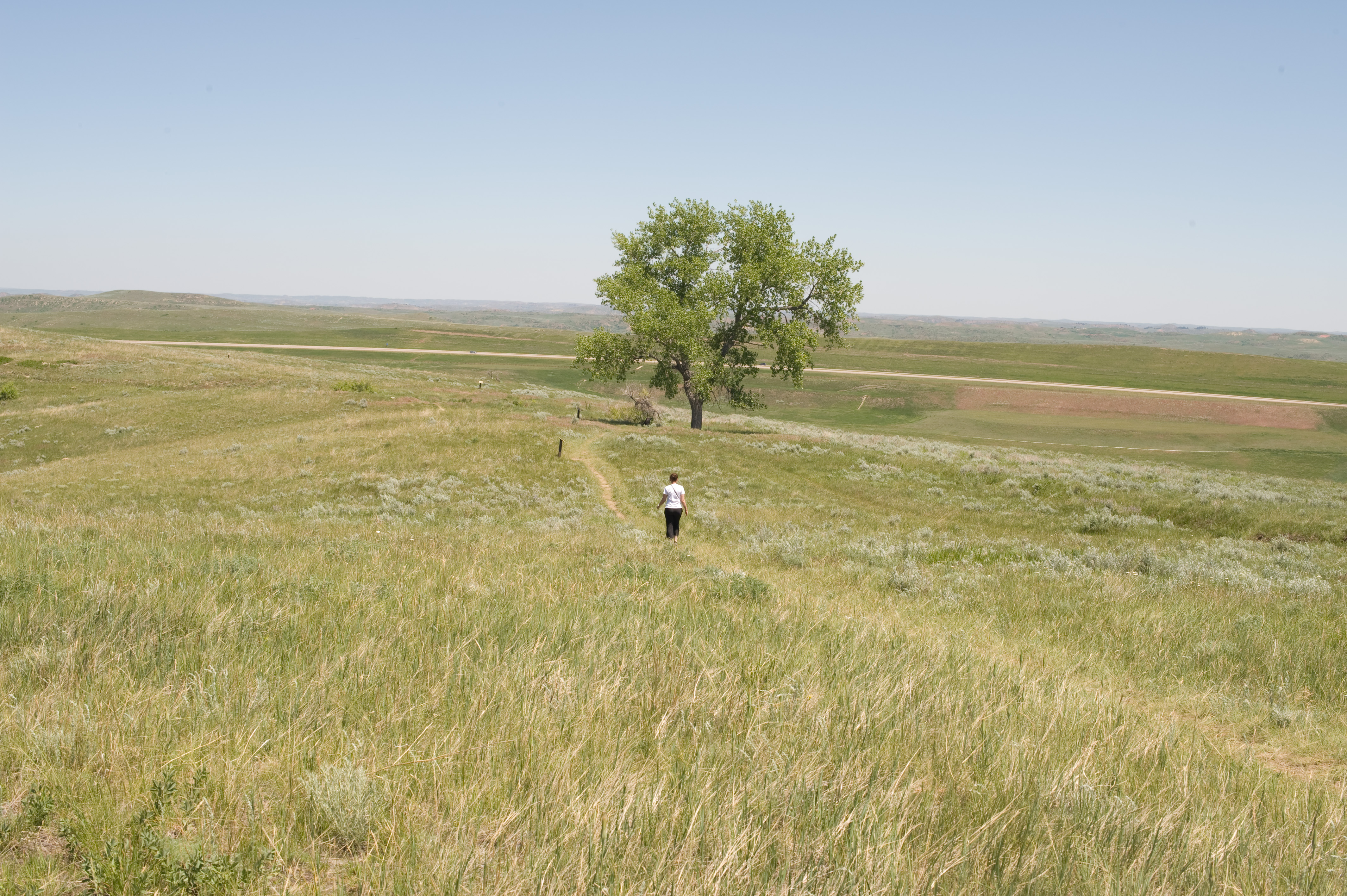
Massacre Hill: Fetterman en zijn mannen werden hier gedood. De Arapaho en Cheyenne zaten links (ten westen) van het voetpad op deze foto verscholen; de Lakota zaten rechts (ten oosten)

Het slagveld werd kort onderzocht en de lichamen van de soldaten werden snel verwijderd. Volgens een Cheyenne genaamd White Elk, die werd geïnterviewd toen hij 48 jaar na de gebeurtenis over het slagveld liep, hadden de Indianen tien krijgers als lokvogels gekozen om Fetterman in de hinderlaag te lokken: twee Arapaho, twee Cheyenne en twee van elk van de drie Lakota bands die aanwezig waren: de Oglala, Brulé en Miniconjou. Er namen ongeveer drie keer zoveel Lakota deel aan de strijd dan Cheyenne en Arapaho. White Elk zei dat er meer indianen aanwezig waren dan bij de Slag bij de Little Bighorn, wat zou duiden op een indiaanse troepenmacht van aanzienlijk meer dan 1.000 man. Ooggetuigenverklaringen en historici verklaarden dat Red Cloud aanwezig was bij de slag, hoewel zijn rol tijdens de gevechten onbekend is.
Indiaanse legers hadden zelden één leider of een commandostructuur. Red Cloud was een van degenen die een groot deel van de aanval plande, maar High Backbone, een Miniconjou, was de prominente leider in de gevechten.
Nadat hij Fort Phil Kearny met zijn infanterie had verlaten, vuurde Fetterman salvo's af op de kleine groep indianen, die zijn flanken belaagden en zijn soldaten beschimpten. In plaats van naar het westen af te buigen waar de karavaan werd aangevallen, rukte hij noordwaarts op naar Lodge Trail Ridge, misschien met het plan om oostwaarts naar de karavaan te cirkelen, misschien aangetrokken door de lndiaanse lokvogels die hem beledigden. Op de top van de heuvelrug verkoos hij, in strijd met de bevelen van Carrington, de indianen naar het noorden te volgen in plaats van naar het westen af te buigen om de karavaan te redden. Hij rukte op langs een smalle heuvelrug die naar een vlak gebied langs Peno Creek leidde. Zijn cavalerie onder Grummond nam de wagens onder zijn hoede, aanvankelijk stapvoets zodat de infanterie hem kon bijhouden. De lokvogels leidden hem verder, waarbij de cavalerie de infanterie achterliet.
Ongeveer een halve mijl nadat Fetterman de top van Lodge Trail Ridge overstak, gaven de lokvogels een signaal en de indianen aan beide kanten van het pad vielen aan. De infanterie van Fetterman nam positie in tussen enkele grote rotsen en tijdens gevechten van man tot man sneuvelden hij en 49 van zijn mannen. Hun lichamen werden in een kleine cirkel gevonden, ineengedoken ter verdediging. Een paar cavaleristen waren bij Fetterman, maar Grummond en het grootste deel van de cavalerie waren blijkbaar anderhalve km voor de infanterie, in de buurt van de vlakte langs Peno Creek en mogelijk achter andere lokvogels aan. Toen ze werden aangevallen, trok de cavalerie zich bergopwaarts en zuidwaarts terug, in de richting van Fetterman en Fort Kearny. De burgers Wheatley en Fisher en verschillende cavaleristen, “wetend dat het fataal was om terug te trekken van indianen”, stopten en schuilden tussen enkele grote rotsen, waar ze gedood werden. Grummond en de cavalerie bleven blijkbaar in goede orde, leidden hun paarden en vuurden vermoedelijk op de indianen rondom hen. Vanwege de steilte van de met ijs en sneeuw bedekte heuvel werden de indianen, die meestal te voet waren, gehinderd in hun pogingen om de cavalerie van dichtbij te benaderen, maar al snel slaagden ze hierin. Grummond werd waarschijnlijk op dit punt gedood, nadat hij persoonlijk minstens één krijger met zijn sabel had onthoofd voordat hij door de anderen werd overweldigd. De cavalerie zette haar terugtocht voort en stopte om te vechten in een vlak gebied op de heuvelrug 400 meter ten noorden van waar de infanterie dood lag.
De cavalerie trok verder terug en stopte om te vechten in een vlak gebied op de heuvelrug 400 meter ten noorden van waar de infanterie dood lag. De indianen schoten op de soldaten terwijl ze een aanval organiseerden en stormden toen tussen de soldaten in, waarbij de Amerikanen allemaal gedood werden. De indianen hadden ongeveer twintig minuten nodig om de infanterie te doden en nog eens twintig minuten om de cavalerie uit te schakelen.
De indianen hadden weinig geweren en vochten voornamelijk met pijl en boog, speren en strijdknuppels. Slechts zes van de 81 soldaten stierven door schotwonden. Kapiteins Fetterman en Brown zouden zelfmoord hebben gepleegd door elkaar in het hoofd te schieten om niet gevangen te worden, maar het officiële autopsierapport van het leger geeft een keelwond als doodsoorzaak voor Fetterman. Volgens indiaanse verslagen zou een Lakotakrijger genaamd American Horse Fetterman hebben gedood door zijn keel door te snijden.  Fetterman kan zichzelf hebben neergeschoten vlak voordat American Horse zijn keel doorsneed.
De indianen ontkleedden en verminkten de lichamen van de soldaten voordat ze vertrokken in een duidelijke afspiegeling van het bloedbad van Sand Creek van twee jaar eerder.
In zijn rapport aan zijn superieuren gaf Carrington een opsomming van wat er de volgende dag op het slagveld werd ontdekt: uitgerukte ogen die op rotsen werden gelegd, afgesneden neuzen en oren, tanden die eruit werden gehakt, hersenen die eruit werden gehaald en op rotsen werden gelegd, afgehakte handen en voeten en afgehakte lichaamsdelen. De twee burgers, Wheatley en Fisher, hadden hun gezichten tot bloederige pulp geslagen en Wheatley was doorboord door meer dan honderd pijlen.
De laatste soldaat die in de strijd sneuvelde was waarschijnlijk Adolph Metzger, een bugelblazer die zijn instrument als wapen gebruikte totdat het vormloos gehavend was. Metzger was de enige soldaat wiens lichaam niet verminkt was. De indianen bedekten hem met een buffelhuid. Sommige historici interpreteerden dat als een eerbetoon aan zijn moed om het in zijn eentje op te nemen tegen meerdere gewapende vijanden.
Schattingen van indiaanse slachtoffers lopen sterk uiteen. Historicus Stephen Ambrose zei dat er in totaal tien Lakota, twee Cheyenne en één Arapaho gesneuveld waren, waarvan sommigen gedood werden door 'vriendelijk' pijlvuur in plaats van door soldatenkogels. George Bent, een Cheyenne-Anglo man, zei dat er veertien krijgers gedood waren. White Elk zei dat er maar twee Cheyenne gedood waren, maar hij zag 50 of 60 Lakota doden - meer, zei hij, dan er tien jaar later gedood werden in de Slag om de Little Big Horn. Jaren later herinnerde Red Cloud zich de namen van elf Oglala die in de slag omkwamen. Sommige schattingen lopen op tot 160 Indiaanse doden en een gelijk aantal gewonden.
Historici geloven niet dat de indiaanse slachtoffers de hogere schattingen benaderden. De indianen van de Vlakten voerden zelden een directe aanval uit op een vijand die zich kon verdedigen. In plaats daarvan sloegen ze toe op de achterhoede en flanken van een tegenstander, gebruikmakend van mobiliteit te paard om zwakke plekken op te sporen en te proberen desorganisatie en paniek te veroorzaken, terugtrekkend als ze op een sterke verdediging stuitten, en toeslaand om te doden als ze dat konden doen met weinig risico op zware verliezen.

## Nasleep

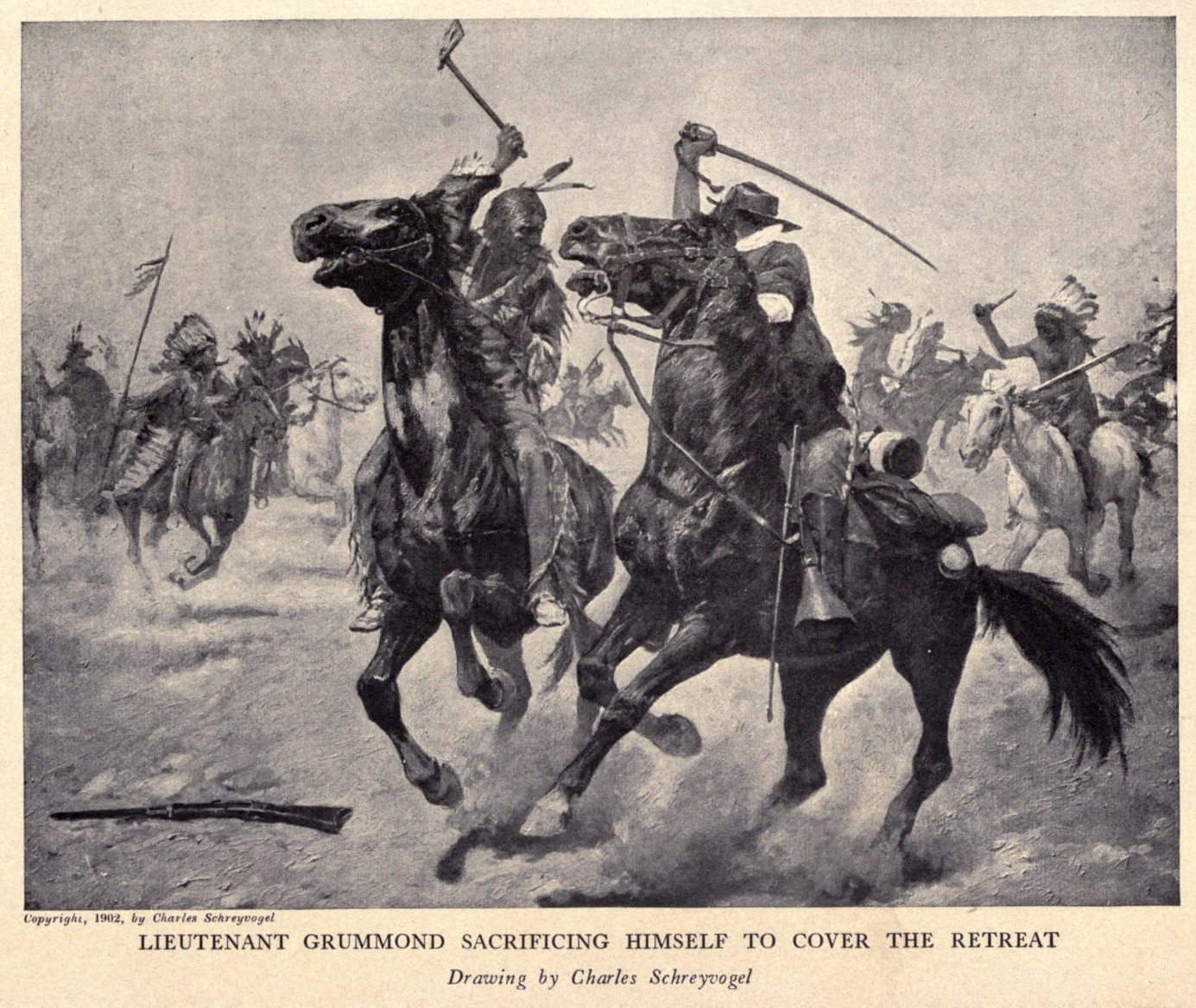
Tekening door Charles Schreyvogel, voorstellende “Luitenant Grummond offert zich op om de aftocht te dekken”

Met Fetterman en zijn mannen meegerekend, had Carrington in minder dan zes maanden in Fort Phil Kearny 96 soldaten en 58 burgers verloren. Er waren nog meer dan 300 soldaten in het fort gelegerd.
Na het Fettermans gevecht bereidde Carrington zich die avond voor op een aanval op het fort. Hij beval al zijn mannen om de wacht te houden, drie per patrijspoort. Alle extra munitie en explosieven werden opgeslagen in een kruitmagazijn omringd door wagens. Als de Indianen aanvielen, kregen de tien vrouwen en kinderen in het fort het bevel om in het magazijn te gaan. Soldaten werd verteld dat ze zich in het uiterste geval moesten terugtrekken in het magazijn. Carrington zou het magazijn dan opblazen om er zeker van te zijn dat er geen Amerikanen in leven zouden blijven om gevangen genomen te worden door de indianen.
Die avond bood een burger, John “Portugee” Phillips, zich aan om een noodbericht naar Fort Laramie te brengen. Carrington's bericht aan Generaal Cooke vertelde over de ramp met Fetterman en vroeg om onmiddellijke versterkingen en repeteerkarabijnen. Carrington stuurde Phillips en een andere boodschapper, Philip Bailey, die avond op pad met de beste overgebleven paarden. Phillips voltooide de rit van 460 km naar Fort Laramie in vier dagen. Op 22 december begon een sneeuwstorm en Phillips reed door een meter sneeuw en temperaturen onder nul.
Carrington en een detachement van 80 mannen marcheerden op 22 december voorzichtig Fort Phil Kearny uit terwijl de sneeuwstorm naderde en verzamelden de overgebleven lichamen van de gesneuvelden. Op 26 december begroeven de soldaten de lichamen van Fetterman, zijn officieren en mannen in een gemeenschappelijke loopgraaf. Op 1 januari was Carringtons angst voor een Indiaanse aanval op het fort afgenomen. De sneeuw was diep en Jim Bridger adviseerde hem dat de indianen zich zouden verschansen voor de winter.
Generaal Cooke gaf na ontvangst van Carringtons noodbericht onmiddellijk opdracht om hem van het commando te ontheffen door brigadegeneraal Henry W. Wessells, die op 16 januari veilig in Fort Kearny aankwam met twee compagnieën cavalerie en vier compagnieën infanterie. Eén man van zijn commando vroor dood tijdens de reis. Carrington verliet Fort Kearny op 23 januari met zijn vrouw en de andere vrouwen en kinderen, waaronder de zwangere vrouw van de overleden luitenant Grummond. Ze trotseerden temperaturen van --39°C tijdens de reis naar Fort Laramie. De helft van de zestig soldaten die hen escorteerden, liep bevriezingsverschijnselen op.
In lugubere krantenberichten kreeg Carrington de schuld van de ramp met Fetterman. Een onderzoek sprak hem vrij van blaam, maar het rapport werd niet openbaar gemaakt. Het onderzoek merkte op dat er twaalf compagnieën soldaten in Fort Laramie gestationeerd waren in een regio in vrede, terwijl Carrington in Fort Phil Kearny slechts vijf compagnieën had in een regio in oorlog. Carrington besteedde de rest van zijn leven aan pogingen om zijn aangetaste reputatie als soldaat te herstellen.
Fettermans gevecht verzuurde de stemming in de natie en ondermijnde de wil van de regering om de Bozeman Trail te verdedigen. In 1868 werd Fort Phil Kearny verlaten en in november van dat jaar tekende Red Cloud een vredesakkoord met de VS. “Voor het eerst in haar geschiedenis had de regering van de Verenigde Staten een vrede gesloten die alles toegaf wat de vijand eiste en waar niets tegenover stond“. De indiaanse soevereiniteit over het Powder River land duurde echter maar acht jaar.